# Tamika Catchings
Tamika Devonne Catchings (21 de julio de 1979, Stratford, Nueva Jersey) es una exjugadora de baloncesto que disputó 14 temporadas en las Indiana Fever de la WNBA y para el Galatasaray de la liga turca. Es hija del exjugador de la NBA Harvey Catchings. Actualmente es manager general de las Indiana Fever. En 2020 fue inducida en el Basketball Hall of Fame.
Aprovechando que la liga norteamericana se juega en los meses de verano, también ha jugado en el Spartak de Moscú en el 2005, en el Lotos Gdynia en 2009 y en el Galatasaray durante los años 2010 y 2011.
En 2011 fue elegida como la MVP de la temporada y también fue seleccionado por los fanes, como integrante del Top 15 de la historia de la WNBA.
Es la única jugadora de la historia en lograr un quíntuple-doble (25 puntos, 18 rebotes, 11 asistencias, 10 robos y 10 tapones en 1997). También es la presidenta de la asociación de jugadoras de la WNBA.

## Distinciones individuales
- MVP de la Temporada de la WNBA (2011).
- Mejor Defensora de la WNBA (2005, 2006, 2009, 2010 y 2012).
- Rookie del Año de la WNBA (2002).
- 7 veces All-Star (2002, 2003, 2005-2007, 2009 y 2011).
- 6 veces en el Mejor Equipo del Año de la WNBA (2002, 2003, 2006, 2009, 2010 y 2011.
- 3 veces en el Segundo Mejor Equipo del Año de la WNBA (2004, 2005 y 2007).
- Integrante del Top 15 de la historia de la WNBA.
- Integrante en el Mejor Equipo de la Década de la WNBA.